# Lukas Stagge
Lukas Stagge (* 11. Mai 1997 in Quedlinburg) ist ein deutscher Fußballspieler, der vorwiegend als Stürmer eingesetzt wird. Er steht seit Sommer 2022 beim Chemnitzer FC unter Vertrag.

## Karriere
Lukas Stagge wurde am 11. Mai 1997 in Quedlinburg im Norden des Harzes geboren, wo er in Gernrode aufwuchs und noch in jungen Jahren dem dortigen SV Germania Gernrode angehörte. Dort war er bis zur D-Jugend aktiv, ehe er 2010 ins rund 100 Kilometer entfernte Halle an der Saale zum dort beheimateten HFC wechselte und fortan in dessen Nachwuchsmannschaften aktiv war. Nachdem er diverse Jugendspielklassen durchlaufen und in der Saison 2013/14 noch Spiele für die B-Junioren mit Spielbetrieb in der Nordost-Staffel der B-Junioren-Regionalliga absolviert hatte, kam er ab dieser Spielzeit auch zu ersten Einsätzen in der A-Jugend in der Nordost-Staffel der A-Junioren-Regionalliga.
Als er in weiterer Folge ab der Saison 2014/15 als Stammkraft in der A-Jugend agierte und 2014 auch im Finale des Sachsen-Anhalt-Pokals im Einsatz war, holte ihn der Trainer der ersten Herrenmannschaft Stefan Böger zu Beginn der Drittligasaison 2015/16 erstmals in den Profikader des Klubs. Dort saß er in der ersten Runde bei einer 0:2-Auswärtsniederlage gegen Energie Cottbus auf der Ersatzbank, kam in weiterer Folge jedoch zu keinem Einsatz und saß in den nachfolgenden Monaten auch nicht mehr auf der Ersatzbank.
Erst wieder im Anfang des Jahres 2016 gehörte Stagge zum erweiterten Kader der Profimannschaft, für die er am 6. Januar 2016 unter anderem am Halplus-Cup, einem Hallenfußballturnier in Halle, teilnahm. Dabei wurde er in allen sechs Partien seiner Mannschaft eingesetzt, von denen nur eines knapp verloren wurde, erzielte dabei drei Treffer und gewann mit dem Team am Ende das Turnier. In weiterer Folge setzte ihn Stefan Böger auch in der Vorbereitungsphase auf die Rückrunde ein, wobei Stagge zwei Tage später gleich im ersten Testspiel gegen die Amateurmannschaft von Hertha BSC einen Doppelpack zum 6:2-Sieg beisteuerte.
Danach nahm er mit dem Profikader auch an der Vorbereitung in Belek teil, ehe er gleich im ersten Pflichtspiel nach der Winterpause, im Ligaspiel gegen den 1. FC Magdeburg sein Profidebüt gab. Dabei kam er bei der 1:2-Heimniederlage im Derby am 24. Januar 2016 in der 82. Spielminute für den Kroaten Ivica Banović auf den Rasen. Nachdem er in den nachfolgenden drei Ligapartien abermals nicht dem Profikader zur Verfügung stand, kam er ab der 26. Runde zu laufenden Einsätzen in der Profimannschaft oder nahm als uneingesetzter Ersatzspieler teil.
Zur Saison 2016/17 wechselte Stagge als Leihspieler in die Oberliga zum SV Merseburg 99. Nach einer Saison mit 23 Einsätzen und sieben Toren, kam er zurück nach Halle und wechselte im Juli zum FSV Union Fürstenwalde.
Zur Saison 2022/23 unterschrieb Stagge einen Zweijahresvertrag beim Chemnitzer FC in der Regionalliga Nordost.